# فيكو دل غراغانو
فيكو دل غراغانو (بالإيطالية: Vico del Gargano)‏ هي بلدية في مقاطعة فودجا في إقليم بوليا الإيطالي.

## السكان
في سنة 1861 بلغ عدد السكان 8٬273 نسمة، وتطور العدد ليصل في سنة 2011 لـ 7٬861 نسمة.
يظهر هذا المخطط البياني تطور النمو السكاني لـ فيكو دل غراغانو

## توأمة
لفيكو دل غراغانو اتفاقيات توأمة مع كل من:
- فيرنيو
- Marchin [الإنجليزية]‏